# Vic Power
Victor Felipe Pellot Pove, znany również jako Vic Power (ur. 1 listopada 1927, zm. 29 listopada 2005) – portorykański baseballista, który występował na pozycji pierwszobazowego.
Przed rozpoczęciem sezonu 1951 podpisał kontrakt z New York Yankees, ale grał jedynie w klubach farmerskich tego zespołu. W grudniu 1953 w ramach wymiany zawodników przeszedł do Philadelphia Athletics. W Major League Baseball zadebiutował 13 kwietnia 1954 w meczu przeciwko Boston Red Sox, w którym zaliczył uderzenie i zdobył dwa runy. Rok później po raz pierwszy wystąpił w Meczu Gwiazd i uzyskał drugi wynik pod względem średniej uderzeń w American League. Grał jeszcze w Minnesota Twins, Los Angeles Angels, Philadelphia Phillies i ponownie w Angels, w którym zakończył zawodniczą karierę.
Jest jednym z pięciu baseballistów w historii MLB, który w jednym meczu zdobył dwa home runy, jako pierwszy uderzający (leadoff home run) oraz decydującego o zwycięstwie (walk-off home run) – czterej pozostali to Billy Hamilton (1893), Darin Erstad (2000), Reed Johnson (2003) i Ian Kinsler (2009), a także jednym z jedenastu, który skradł bazę domową dwa razy w jednym meczu. Sześciokrotnie wygrywał w klasyfikacji pod względem liczby asyst jako pierwszobazowy i siedem razy zdobywał Złotą Rękawicę.
| Nagroda/wyróżnienie | Lata                                     | Źródło |
| 6× All-Star         | 1955, 1956, 1959¹, 1959², 1960¹, 1960²   | [ 2 ]  |
| 7× Gold Glove Award | 1958, 1959, 1960, 1961, 1962, 1963, 1964 | [ 2 ]  |